# Santiago Jaumandreu Jaumandreu
Santiago Jaumandreu Jaumandreu (Barcelona 1878-1944) fou un dirigent esportiu vinculat al ciclisme.
Va practicar el ciclisme durant la seva joventut, però el va deixar per una caiguda, i el 1911 va ser elegit president del Grup Esportiu del Centre de Viatjants i Representants, del qual també en va ser el secretari el 1918 després de deixar la presidència. També el 1911 es va vincular a la Unió Velocipèdica Espanyola (UVE), antecedent de la Federació Catalana de Ciclisme, com a encarregat de la seva comissió de Turisme i el juny de 1915 va ser elegit president del seu Comitè Regional a Catalunya i com a tal va ser un dels impulsors de la recuperació el 1920 de la Volta a Catalunya, que va ser organitzada des de la pròpia entitat ciclista. El 1922 es va convertir en president de la mateixa UVE i es va bolcar en les organitzacions de curses i campionats i en la creació de nous clubs ciclistes. El 1939 va tornar per última vegada a la presidència del que llavors es deia Comitè Català de la UVE i un any després va rebre un homenatge pels seus cinquanta anys dedicats al ciclisme. Va morir el 12 de novembre de 1944 a Barcelona quan tenia 66 anys i en la seva memòria l'Agrupació Ciclista Montjuïc va crear un trofeu que portava el seu nom i el 1970 va ser nomenat Soci d'Honor de la Volta a Catalunya.